# Park Špilberk

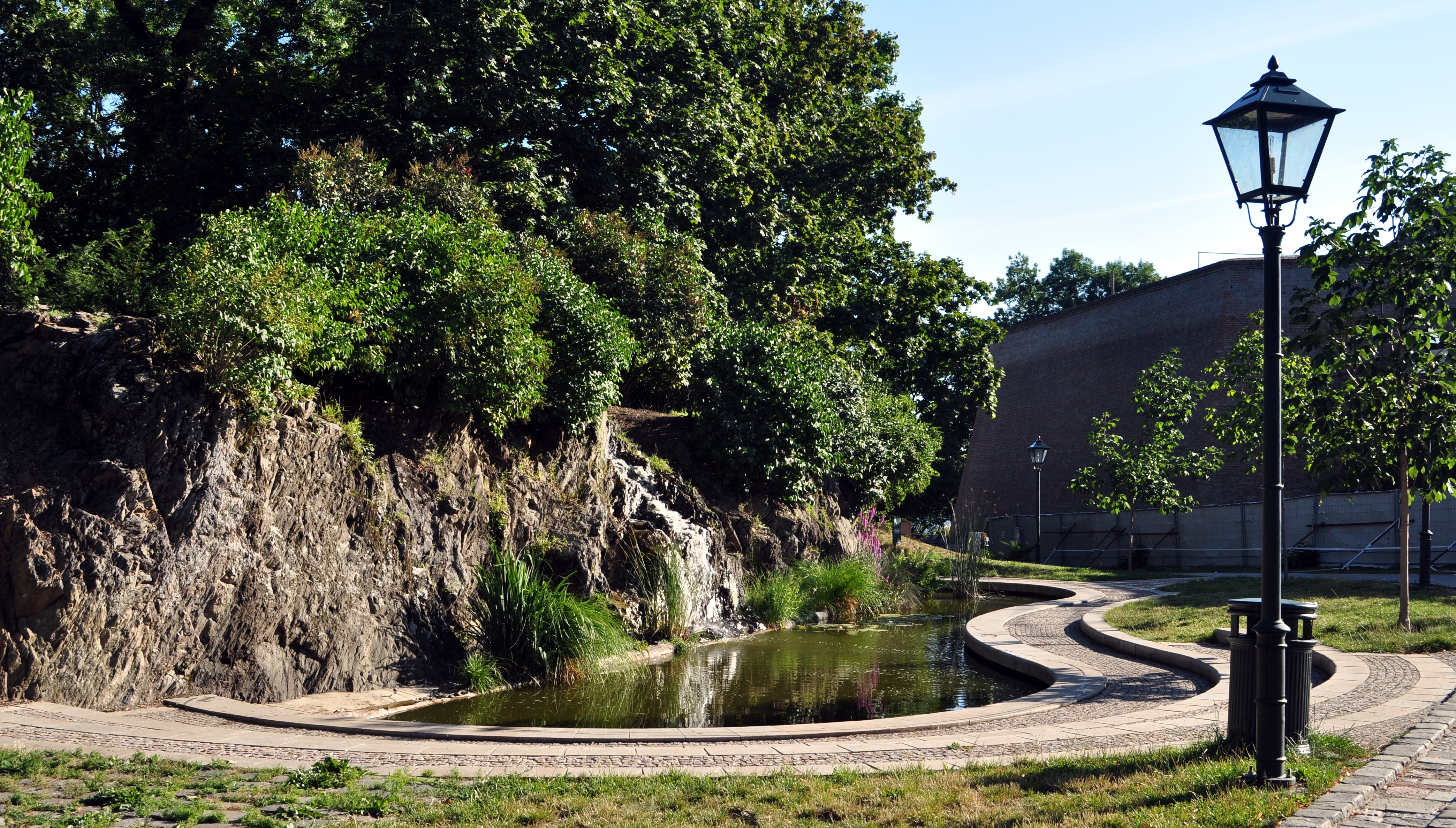
Zahradní jezírko s živými rybkami v parku

Park Špilberk je velký kopcový park obklopující hrad a pevnost Špilberk v historickém jádru Brna v městské části Brno-střed. Celková rozloha parku je 17 ha a je spolu s hradem vyhlášen národní kulturní památkou. Park byl založen v letech 1861 až 1862 z podnětu tehdejšího starosty Brna Christiana d'Elverta.
Významné objekty v parku:
- Hrad Špilberk, královský hrad, později mohutná barokní pevnost, bývalé sídlo krále Jošta a dalších vysokých šlechticů, založen ve 13. století[2]
- Vyhlídkový altán, z roku 1885
- Gloriet z roku 1884
- Pomník Christiana d'Elverta (zakladatele parku), z roku 1884.
- Pomník italských karbonářů, z roku 1925.
- Pomník Pavla Křížkovského (osobnosti kultury), z roku 1925.
- Pomník Raduita de Souches (maršála císařských vojsk na Moravě), z roku 1902.
- Socha sv. Jana Nepomuckého, z konce 18. stol.